# Otto Blehr
Otto Albert Blehr, född 17 februari 1847 på Sanderud i Stange kommun, Hedmark fylke, död 13 juli 1927, var en norsk jurist och politiker som representerade Venstre. Han var gift med Randi Blehr.
Blehr insattes 1883 av Venstre i Stortinget och kom genast i förgrunden genom att han invaldes i protokollkommittén och utnämndes till en av de tre åklagarna i riksrätten mot regeringen Selmer 1883. Speciellt bekämpade han kungens vetorätt i grundlagsfrågor. 1888 föll han igenom vid nyval till stortinget, och blev 1889 lagman i Haalogaland. Flera gånger ifrågasatt som statsråd, var han Norges statsminister i Stockholm 1891–93. 1894 blev han på nytt medlem av stortinget, och var en av dem som ivrigast arbetade för tillkomsten av den tredje unionskommittén av vilken han var medlem 1895–98. 
År 1898 ingick han i ministären Steen, återigen som chef för den norska statsrådsavdelningen i Stockholm. 1902 efterträdde han Johannes Steen som statsminister i Kristiania, hans regering föll dock redan 1903 på grund av den ryktbara kommittén om unionsländernas utrikesrepresentation, som medförde en sprängning av Venstre. Efter 1903 stod Blehr utanför den aktiva politiken ända fram till 1915, och tjänstgjorde då som stiftsamtman i Kristiania. Under 1915 tjänstgjorde han en tid som finansminister i Gunnar Knudsens ministär, och var 1917–20 justitieminister i denna. Efter Knudsens fall 1920 blev det Blehr, som bildade den nya "konsoliderade" venstreregeringen 1921–23.
Regeringen var dock för splittrad, något som särskilt framträdde i de svårlösta förhandlingarna med Spanien och Portugal angående Norges import från dessa länder av brännvin och starkviner under rådande totalförbud. Regeringen trädde tillbaka efter ett svårt voteringsnederlag i stortinget. Blehr var medlem av de båda kommissioner som uppgjorde förslag till den så kallade jurylagen (1887) och allmänna strafflagen (1902), samt var 1913 norsk ordförande i den svensk-norska renbeteskommissionen. Han blev tilldelad Sankt Olavs Orden 1898.